# Gabriel Abraham
Gabriel Abraham (n. 22 martie 1991) este un fotbalist român. A jucat pentru Oțelul Galați.

## Titluri
Oțelul Galați
- Liga I (1): 2010-2011[1]